# Hirnantien
| Systeem                                     | Serie      | Etage       | Ouderdom (Ma) |
| ------------------------------------------- | ---------- | ----------- | ------------- |
| Siluur                                      | Llandovery | Rhuddanien  | jonger        |
| Ordovicium                                  | Boven      | Hirnantien  | 443,4–445,2   |
| Ordovicium                                  | Boven      | Katien      | 445,2–453,0   |
| Ordovicium                                  | Boven      | Sandbien    | 453,0–458,4   |
| Ordovicium                                  | Middel     | Darriwilien | 458,4–467,3   |
| Ordovicium                                  | Middel     | Dapingien   | 467,3–470,0   |
| Ordovicium                                  | Onder      | Floien      | 470,0–477,7   |
| Ordovicium                                  | Onder      | Tremadocien | 477,7–485,4   |
| Cambrium                                    | Furongien  | 10e etage   | ouder         |
| Indeling van het Ordovicium volgens de ICS. |            |             |               |

Het Hirnantien (Vlaanderen: Hirnantiaan) is de laatste tijdsnede in het Ordovicium. Het Hirnantien duurde van 445,2 ± 1,4 tot 443,4 ± 1,5 Ma. Het werd voorafgegaan door het Katien en op het Hirnantien volgt het Rhuddanien, de eerste tijdsnede in het Siluur.
Het Hirnantien is ook een etage in de chronostratigrafie van de Britse Eilanden.

## Naamgeving
Het Hirnantien is genoemd naar het gehucht Cwm Hirnant bij Bala in Noord-Wales. Het molluskengeslacht Hirnantia heeft zijn naam aan de etage te danken. De naam Hirnantien werd in 1933 ingevoerd door John Bevis Beeston Bancroft en in 2003 ook voor de tijdsnede overgenomen door de ICS. De golden spike voor de etage bevindt zich in het Wangjiawan-profiel, 42 km ten noorden van de Chinese stad Yíchāng.
De basis van het Hirnantien wordt gedefinieerd door het eerste voorkomen van de graptoliet Normalograptus extraordinarius en ligt dicht bij het eerste voorkomen van Normalograptus ojsuensis. De basis valt ook samen met een positieve δ13C-anomalie en een daling van het eustatische zeeniveau als gevolg van het aanbreken van een ijstijd. De top van de etage (en de basis van het Siluur) wordt gedefinieerd door het eerste voorkomen van Akidograptus ascensus. De graptoliet Parakidograptus acuminatus verschijnt iets hoger in de stratigrafie.